# جيني تونج
جينيفر تونج أو البارونة تونج (بالإنجليزية: Jennifer Tonge) (مواليد 19 فبراير، 1941) هي سياسية في المملكة المتحدة. كانت عضو برلمان عن حزب الديمقراطيين الليبراليين، ممثلة ريتشموند بارك في لندن من 1997 إلى 2005.

## الصراع العربي الإسرائيلي
لجينيفر تونج احتكاك واضح بقضايا الصراع العربي الإسرائيلي. حيث ترأست تونج وفدًا من النواب الأوروبيين في حملة تسمى الحملة الأوروبية للإفراج عن النواب المعتقلين، وتوجهت مع الحملة إلى قطاع غزة في يناير 2010، وأكدت أنه يجب ممارسة الضغط على إسرائيل للإفراج عن 16 نائبًا في المجلس التشريعي الفلسطيني معتقلين في سجون إسرائيل، ودعت رئيس البرلمان البريطاني إلى توجيه الدعوة إلى النواب الفلسطينيين لتبادل الزيارات، بهدف الاطلاع على أوضاع الشعب المحاصر في غزة، وقضية النواب المعتقلين. واتهمت تونج الجنود الإسرائيليين «حصد» الأعضاء البشرية من ضحايا زلزال جزيرة هايتي، «تحت مظلة المشاركة في أعمال الإغاثة». وقالت جيني تونغ أنه يجب أن تجري وزارة الدفاع الإسرائيلية بفتح تحقيق في الاتهامات التي وجهت إلى فريق الإنقاذ الإسرائيلي العامل في هايتي بعد الزلزال الذي أصابها، وقالت في تصريح آخر أن التحقيق سيكون لتبرئة ساحة الفريق الإسرائيلي. وفي 14 فبراير، 2010 أقيلت جنيفر تونج من الحزب الديمقراطي الليبرالي منصبها حيث كانت متحدثة باسم الحزب لشؤون الصحة بمجلس اللوردات. وعقب نك كليغ زعيم الحزب أنه تم طردها من الحزب بعد تعليقاتها «غير المقبولة» كما وصفها (التعليقات) بأنها «خاطئة وبغيضة ومستفزة». كما قال نك كليغ أن البارونة جينيفر تونغ قد اعتذرت عما قالت دون تحفظ.